# Système de détecteurs de départ de missile
Le Système de détecteurs de départ de missile (en anglais : « Missile Approach Warning System » ou MAWS) est un système installé à bord d'avions et d'hélicoptères, permettant d'alerter le pilote de la potentielle menace d'un missile lancé contre lui.

## Principe de fonctionnement

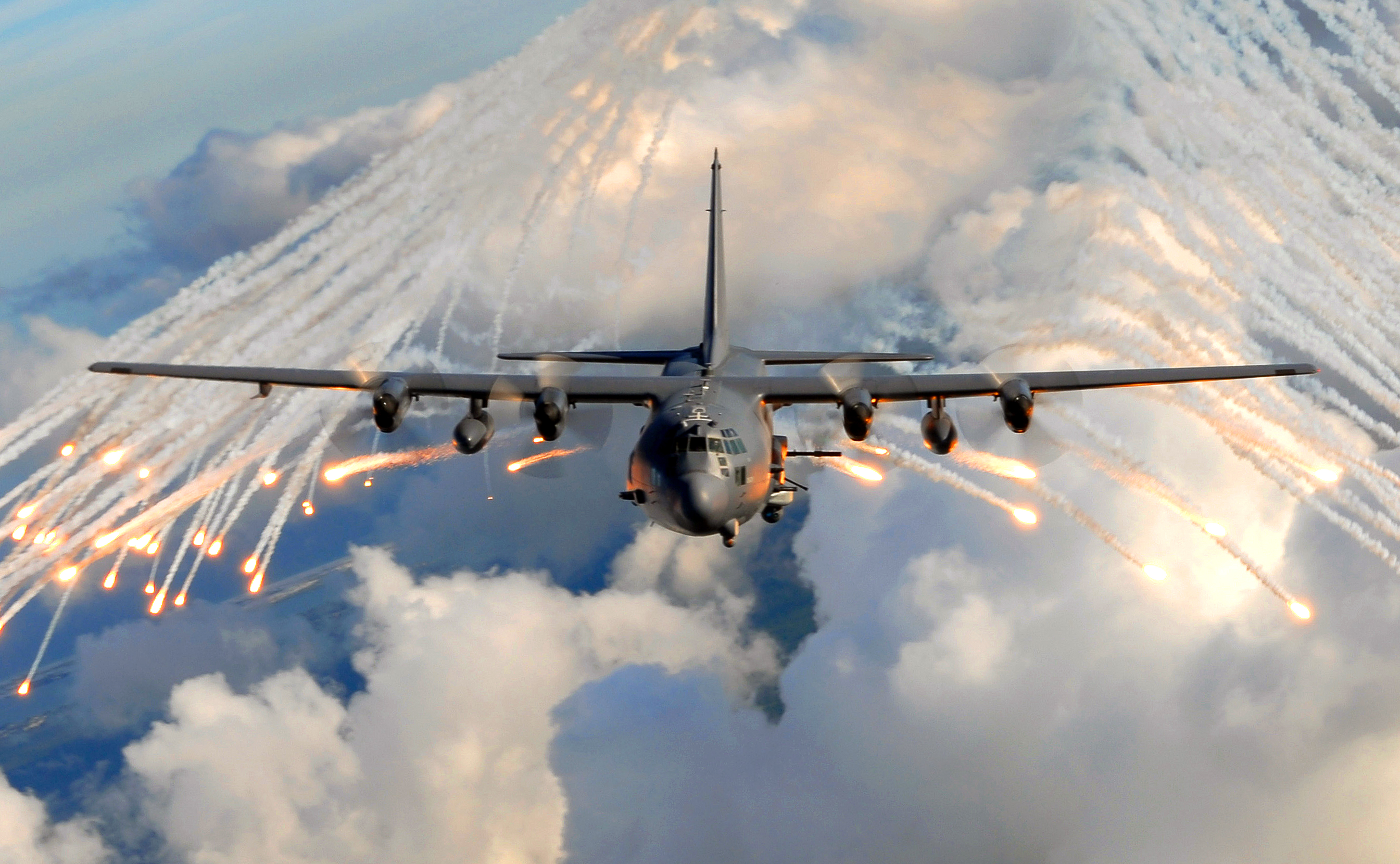
Un gunship AC-130H Spectre largue une salve de leurres infrarouges.

Ce système est constitué de détecteurs de rayonnement infrarouge, montés à différents endroits sur la structure de l'appareil équipé, permettant de détecter les émissions infrarouges suspectes. La caractéristique principale d'un missile étant la forte puissance de sa propulsion, lorsque le système détecte une « tache » thermique dans le décor ambiant, il y a fort à parier que cela provienne d'un missile en cours de lancement.
Après analyse du signal reçu et en cas de suspicion de l'approche d'un missile, des leurres infrarouges (en anglais : flares) sont automatiquement lancés afin de dévier si possible le missile de l'appareil. Certains systèmes, particulièrement performants, permettent même de calculer précisément l'angle d'éjection des leurres afin de maximiser les chances de semer le missile.

## Utilisateurs

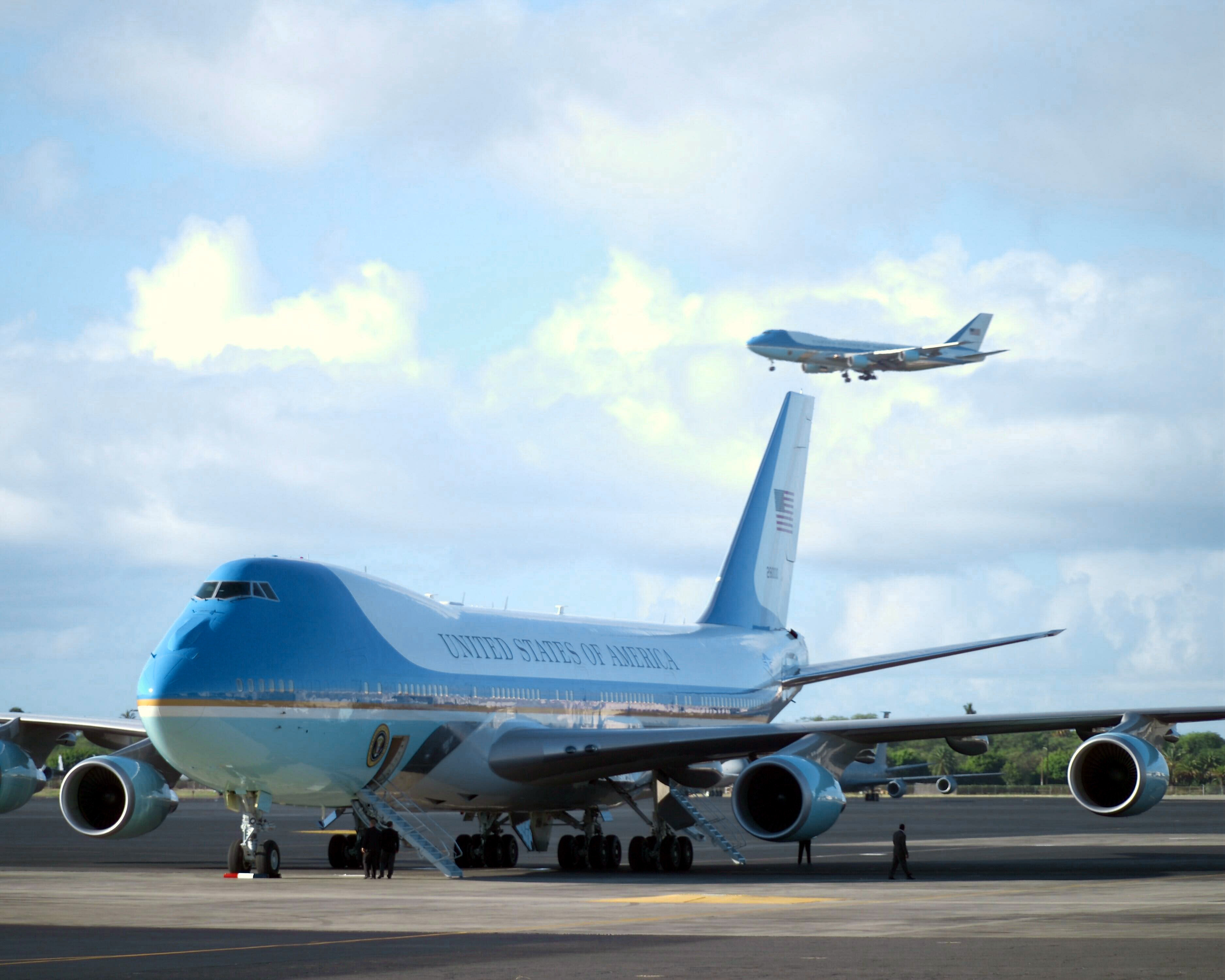
Les deux Boeing VC-25A assurant les déplacements du président des États-Unis, mieux connus sous le nom d'Air Force One, sont également équipés de systèmes MAWS.

Ce système est essentiellement employé par les appareils militaires, mais certains avions civils ou d'origine civile (Boeing 747 par exemple) en sont également équipés, principalement parce qu'ils ont une haute valeur stratégique ou parce qu'ils survolent régulièrement des régions du globe très dangereuses.
Ainsi, bien que les autorités israéliennes ne l'aient pas confirmé officiellement, on suppose que le Boeing 757-300 de la compagnie Arkia Airline qui a échappé le 27 novembre 2002 à Mombasa (Kenya) à deux missiles lancés dans sa direction était équipé d'un tel système.